# Alloclemensia
Alloclemensia — род чешуекрылых насекомых из семейства мино-чехликовых молей.

## Описание
Гениталии самца: вентральный край вальв с плотной группой специализированных щетинок на обособленной  лопастью у вершин вальв.

## Систематика
В составе рода:
- Alloclemensia americana Nielsen 1981
- Alloclemensia maculata Nielsen 1981
- Alloclemensia unifasciata Nielsen 1981